# سافمار
سافمار (انگلیسی: SAFMAR) شرکت نفت و گاز روس است، که در سال ۲۰۱۵ توسط میخائیل گوتسریف تأسیس شد.